# داميا (البلقاء)
دامية هي قرية أردنية تقع ضمن حدود بلدية معدي الجديدة وفي الجهة الجنوبية من لواء دير علا  حيث تبعد القرية عن مركز المحافظة حوالي"40"كم وهي تابعة إداريا للواء دير علا. منطقــة دامية تعتبر منخفضة عن سطح البحر لذا يتصف المناخ بالحرارة العالية صيفا حيث تصل إلى 50 مْ في الظل الاعتدال في فصل الشتاء بمعدل ألأمطار لا يتجاوز "177" ملم في السنة.